# SA80
SA80 (Small Arms for the 80s) ist eine Serie von Gewehren, die seit Anfang der 1980er-Jahre bei der britischen Armee als Ordonnanzwaffen eingeführt wurden.

## Technik

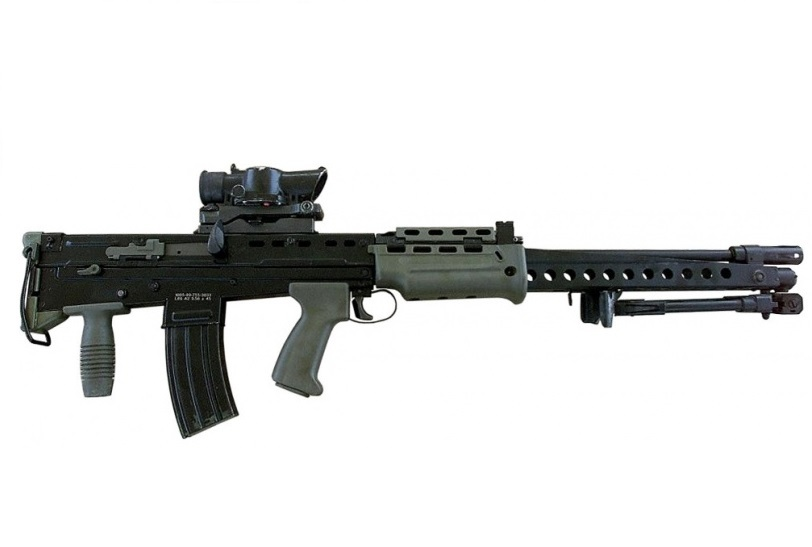
L86 LSW (Light Support Weapon, leichte Unterstützungswaffe)

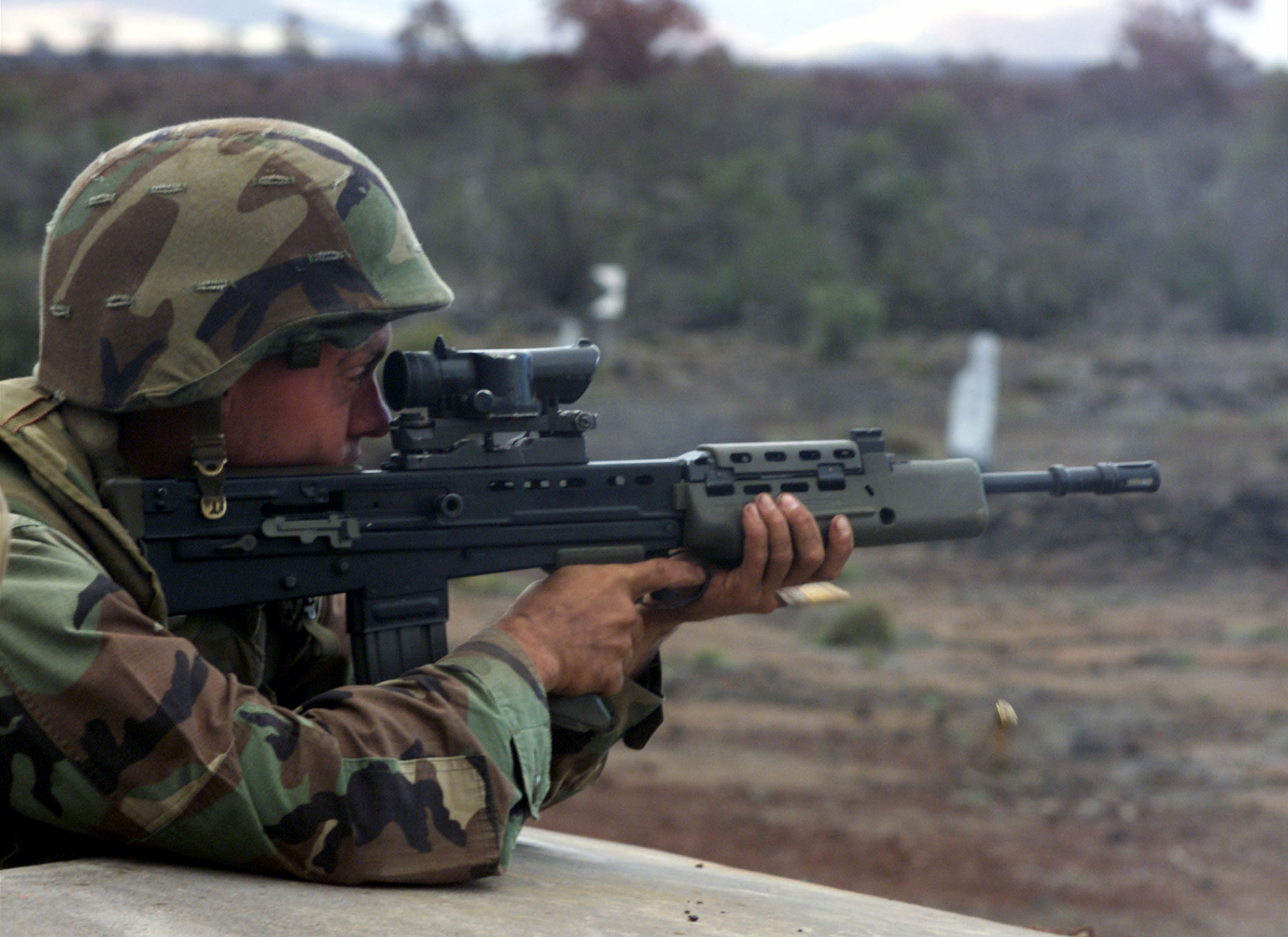
Soldat des US Marine Corps testet während einer Trainingsübung ein SA-80-Gewehr der britischen Royal Marines

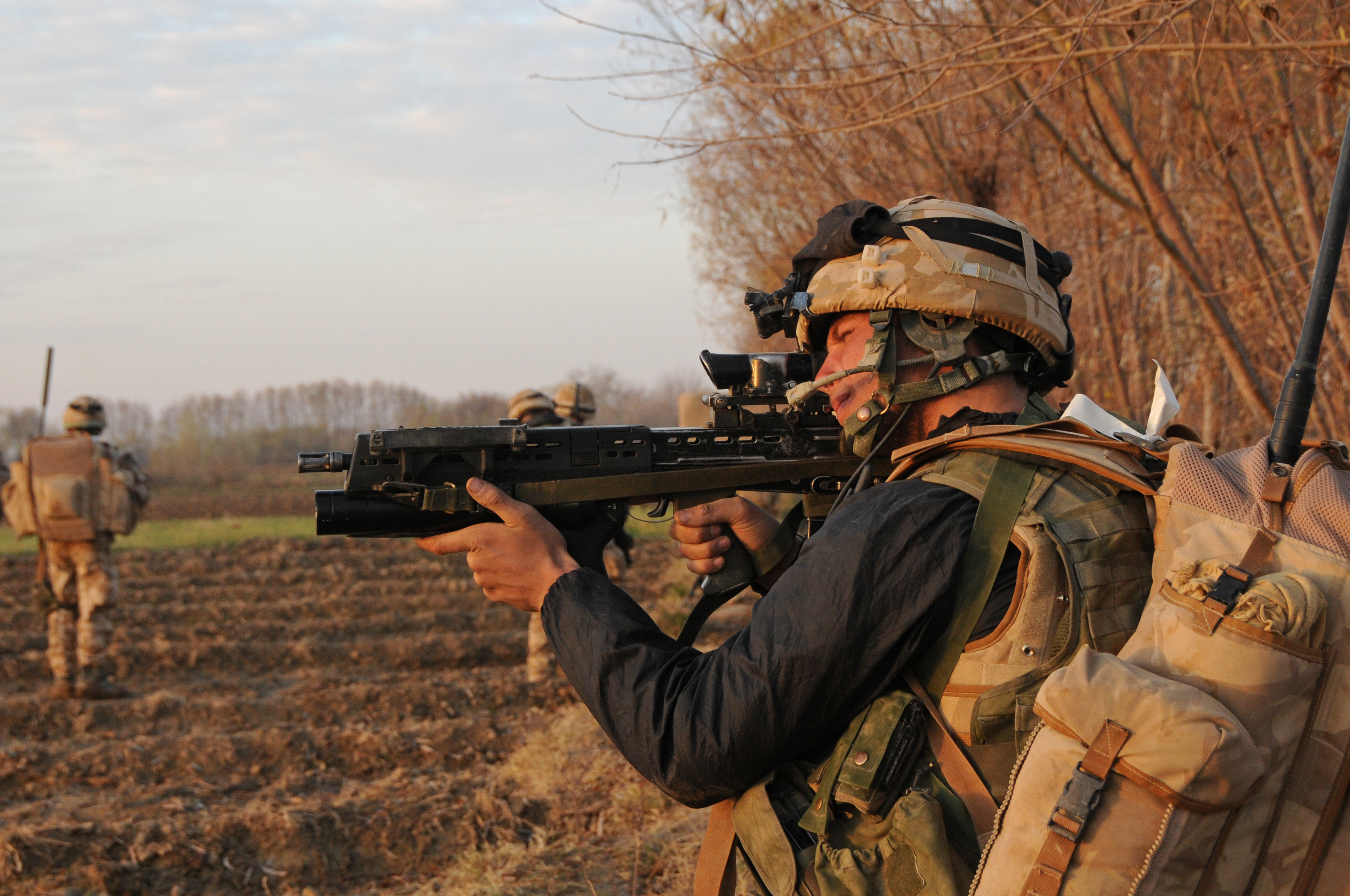
L85A2 mit einem AG36

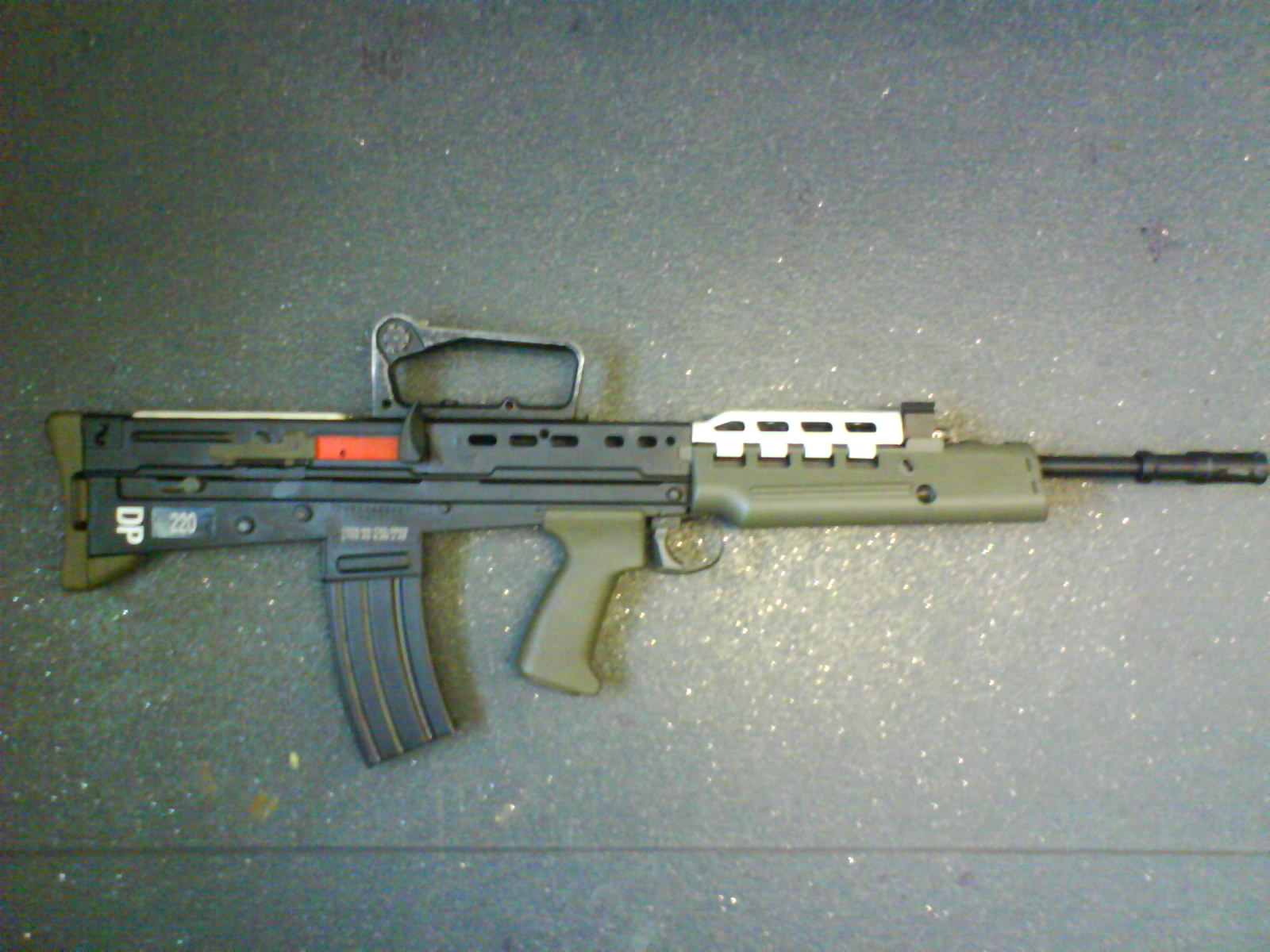
L98A1 CGP (Cadet General Purpose, Ausbildungswaffe)

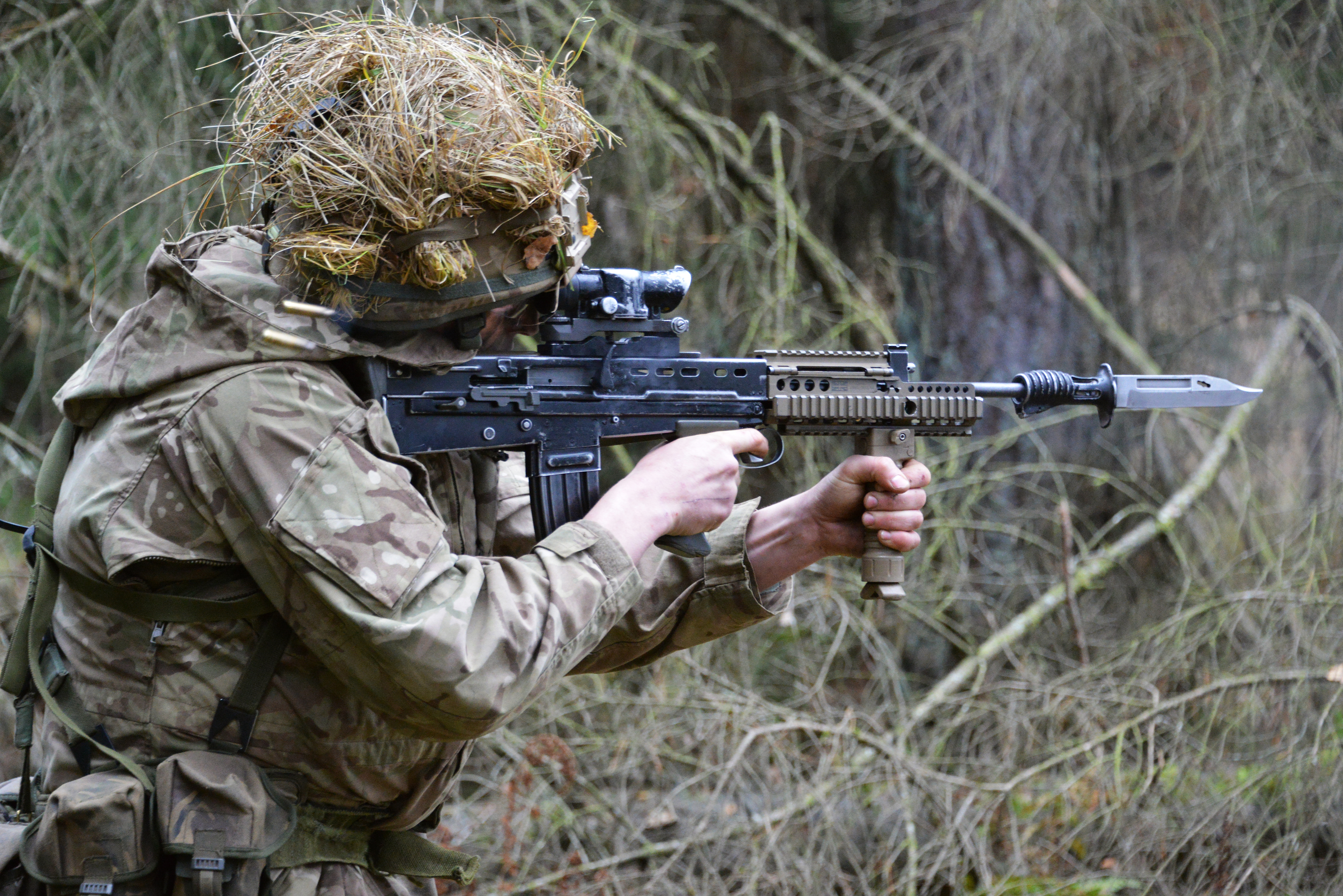
L85A2 mit aufgepflanztem Bajonett

Die Serie besteht aus vier unterschiedlichen Waffen, dem L85 IW (Individual Weapon, Sturmgewehr), L86 LSW (Light Support Weapon, leichte Unterstützungswaffe), L22A1 Carbine (Kurzversion) und dem L98A1 CGP (Cadet General Purpose, Ausbildungswaffe in .22 lr).
Bei den Waffen der SA80-Serie handelt es sich um Gasdrucklader mit Drehkopfverschluss, die Munition vom Kaliber 5,56 × 45 mm NATO verschießen. Durch das Bullpup-Design ergibt sich eine sehr kompakte Waffe, die aber nicht von der linken Schulter aus abgefeuert werden kann, da sich das Auswurffenster auf der rechten Seite der Waffe in Höhe des Gesichts befindet, was zu Verletzungen führen kann.
Der Schütze zielt über ein mit Tritiumgaslichtquellen bestücktes optisches Visier mit vierfacher Vergrößerung (Sight Unit, Small Arms, Trilux oder kurz SUSAT), oder über eine Rundkimme, ähnlich dem amerikanischen Carry Handle, das auf dem M16 und dem M4 montiert ist, jedoch keine Einstellrädchen besitzt. Für Nachteinsätze steht in begrenzter Stückzahl ein Pilkington-PE-Bildverstärker zur Verfügung, der rund 900 g wiegt.

## Geschichte
Die Waffen wurden bei der inzwischen geschlossenen Royal Small Arms Factory in Enfield entwickelt und hergestellt. Deswegen werden sie auch „Enfield Weapon System“ genannt.
Das Sturmgewehr SA80 wurde als Ersatz für das Schnellfeuergewehr L1 A1 und die Maschinenpistole vom Typ Sterling eingeführt. Das L86 sollte die Maschinengewehre der Typen Bren L4 A1 und L7 A1 ablösen. Jede Schützengruppe zu je acht Mann sollte mit sechs L85 und zwei L86 ausgerüstet werden. Insgesamt wurde ein Bedarf von 400.000 Waffen genannt.
Das SA80-System ist ein Nachfolger der von der Royal Small Arms Factory nach dem Zweiten Weltkrieg entwickelten Prototypen EM 1 und EM 2 des Kalibers .280 mit Rollenverschluss. Schon hierbei handelte es sich um Bullpup-Waffen mit Verschluss und Magazin hinter dem Abzug, Visier auf dem Tragegriff und Metallschulterstütze. Die Armeeführung gab dann aber nach der Einführung des neuen NATO-Kalibers 7,62 × 51 mm dem L1 A1 den Vorzug.
In den 1970er-Jahren wurden die militärischen Taktiken geändert. Die Kampffähigkeit aus Fahrzeugen heraus und im Häuserkampf wurde immer wichtiger. Deshalb wurden kleine Waffen mit leichtgewichtiger Munition gefordert. In Enfield erinnerte man sich an die Bullpup-Prototypen und entwickelte das Konzept mit modernen Materialien weiter. Das Verschlusssystem der neuen Waffe wurde von dem des SAR-87 abgeleitet. Die Waffen wurden ursprünglich für das Kaliber 4,85 × 49 mm konstruiert (Modelle XL 64 und XL 65 E4). Nachdem sich die NATO aber für die 5,56×45-mm-Patrone als neue Standardmunition entschieden hatte, musste das SA80 auf dieses Kaliber umgestellt werden.
Nach den Tests mehrerer Prototypversionen folgte eine Truppenerprobung mit Schnellfeuergewehren XL 70 E3 und leichten Maschinengewehren XL 73 E2.
Am 2. Oktober 1985 wurden dann das Schnellfeuergewehr Enfield L85 A1 IW und das leichte Maschinengewehr Enfield L86 LSW bei den Truppen offiziell eingeführt.

## Kritik
Das SA80 war von Anfang an mit schweren technischen Mängeln behaftet, die durch aufwändige Programme und Einführung neuer Teile nur teilweise behoben werden konnten. Im Zweiten Golfkrieg kam das Gewehr laut dem Landset-Report des britischen Verteidigungsministeriums wegen erheblicher Funktionsstörungen kaum zum Gefechtseinsatz, stattdessen griff die Truppe nach Möglichkeit auf eigentlich ausgemusterte Modelle wie das L1 A1, L7 A1 oder L4 A1 zurück. Die Probleme wurden erst im August 1992 öffentlich bekannt, nachdem der Observer einen Bericht über den ein Jahr lang unter Verschluss gehaltenen Landset-Report veröffentlicht hatte.
Die frühen Versionen dieses Gewehres waren nicht gegen den Wüstensand der arabischen Kriegsschauplätze gewappnet, so dass mitunter schon nach dem ersten Schuss und häufig nach dem Verschießen von ein oder zwei Magazinen Ladehemmungen auftraten. Das originale Magazin ist leicht zu beschädigen, sodass der Patronenfluss behindert wird, weshalb sich Soldaten kompanieweise und auf eigene Kosten M16-Magazine besorgten. Des Weiteren konnte das Magazin aufgrund der ungünstigen Lage des Entriegelungsknopfes im Feuergefecht ungewollt ausgeworfen werden. Die Patronen können durch das spezielle Fertigungsverfahren ebenfalls zum Problemfall werden, da die Waffe bei der Verwendung normaler NATO-Munition störanfällig wird. Auch die Fertigungsqualität der Waffe machte den Soldaten im Einsatz zu schaffen. So verziehen sich bei großen Temperaturschwankungen die Blechprägeteile und es kommt zu Ladehemmungen, auch ist das Waffengehäuse für die im Einsatz auftretenden Kräfte unterdimensioniert. Die aus GFK gefertigten Plastikteile des Handschutzes und der Schulterstütze wurden bei Kälte spröde und brachen oder fielen ab, weil sie nicht passgenau gefertigt waren. Das Material des Bajonetts war zu weich und das aufgepflanzte Bajonett veränderte die Trefferlage, ebenso war die ausklappbare Säge wegen Materialmängeln kaum zu gebrauchen.
Die technischen Probleme mit den Waffen wurden im Rahmen eines Modernisierungsvertrags mit Heckler & Koch gelöst, die modifizierten Waffen sollten bis 2020 eingesetzt werden. Das Verteidigungsministerium des Vereinigten Königreichs zahlte 125 Millionen Euro für die 2001 begonnene Umrüstung von 200.000 Stück dieser Waffen zur Version SA80 A2.
Im Jahr 2018 erhielt Heckler & Koch den Auftrag, für umgerechnet rund 85 Millionen Euro 44.000 dieser Gewehre zu generalüberholen, modernisieren und neu zu lackieren. Diese Version SA80 A3 soll bis über das Jahr 2025 hinaus im Einsatz sein.